# Cantón de Saverne
El cantón de Saverne es una circunscripción de elección para concejales departamentales de la circunscripción departamental de Bajo Rin, parte de la región de Gran Este.
A partir de la reforma de 2015 quedó disuelta como subdivisión administrativa y se transformó en una mera circunscripción departamental, vigente únicamente durante las elecciones para concejales departamentales.

## Composición
Al 1 de enero de 2024, el cantón reagrupa 49 comunas:
- Altenheim
- Balbronn
- Cosswiller
- Crastatt
- Dettwiller
- Dimbsthal
- Eckartswiller
- Ernolsheim-lès-Saverne
- Friedolsheim
- Furchhausen
- Gottenhouse
- Gottesheim
- Haegen
- Hattmatt
- Hengwiller
- Hohengœft
- Jetterswiller
- Kleingœft
- Knœrsheim
- Landersheim
- Littenheim
- Lochwiller
- Lupstein
- Maennolsheim
- Marmoutier
- Monswiller
- Ottersthal
- Otterswiller
- Printzheim
- Rangen
- Reinhardsmunster
- Reutenbourg
- Romanswiller
- Saessolsheim
- Saint-Jean-Saverne
- Saverne
- Schwenheim
- Sommerau
- Steinbourg
- Thal-Marmoutier
- Traenheim
- Waldolwisheim
- Wangenbourg-Engenthal
- Wasselonne
- Westhoffen
- Westhouse-Marmoutier
- Wolschheim
- Zehnacker
- Zeinheim